# Thermoarcturus venezuelensis
Thermoarcturus venezuelensis is een pissebed uit de familie Antarcturidae. De wetenschappelijke naam van de soort is voor het eerst geldig gepubliceerd in 1971 door Allen Z. Paul & Robert J. Menzies.